# 波恩大学
波恩莱茵弗里德里希·威廉大学（德語：Rheinische Friedrich-Wilhelms-Universität Bonn）简称波恩大学，是位于德国北莱茵-威斯特法伦州波恩市的一所公立大学。
2003年冬季学期波恩大学注册学生达到3万8千名，其中有大约5千5百名外国留学生来自130个不同的国家和地区。由于学费的原因2004年夏季学期注册学生下降到了3万1千名。2005年/2006年的冬季学期，波恩大学有注册学生31846名。
在2019年7月德国联邦政府揭晓的第三轮卓越大学计划评选中，首次获得了德国“精英大学”的称号。

## 历史

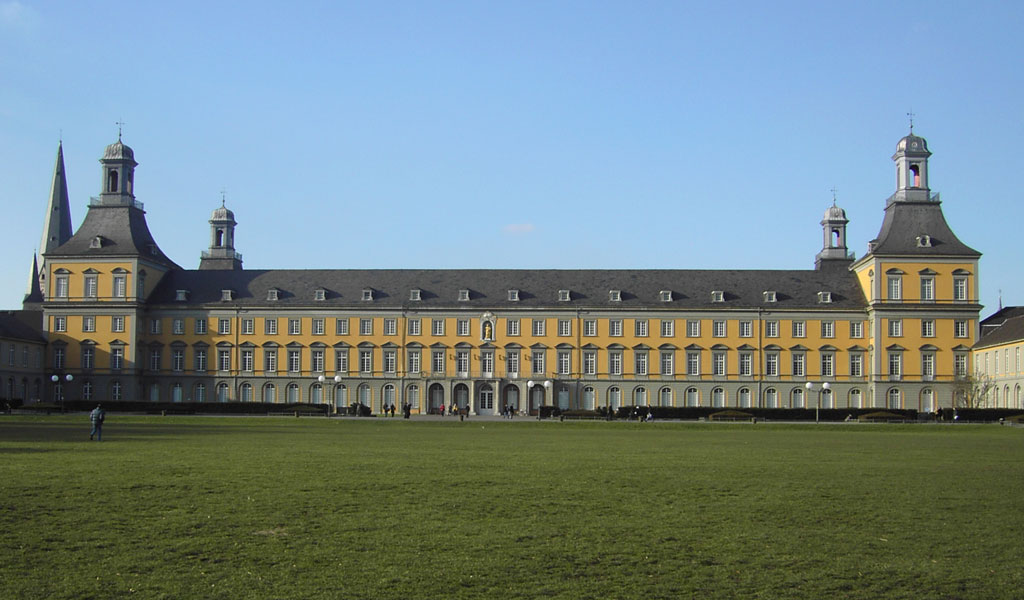
波恩大学主楼

波恩大学的前身是1777年创建的科隆公国学院，当时有神学、法学、医学和哲学四个系。1784年约瑟夫二世在维也纳授予科隆公国学院向学生授予全德意志民族的神圣罗马帝国承认的学术学位和博士学位的权利，由此科隆公国学院晋升为科隆公国大学。1798年由于莱茵河左岸归属于法国，科隆公国大学被迫解散。
今日的波恩大学由普鲁士国王腓特烈·威廉三世在普魯士改革運動中作为第六所普鲁士大学于1818年10月18日建立。这是普鲁士的第六所大学，其余五所是腓特烈·威廉大学（今柏林洪堡大学）、格赖夫斯瓦尔德大学 、柯尼斯堡大學（原校區為今俄罗斯加里寧格勒國立大學）、哈雷大学（今哈雷-维滕贝格大学）和布雷斯劳大学（由奥德河畔法兰克福大学并入，现为波兰的弗罗茨瓦夫大学）。新建大学的动机是为两个新成立的普鲁士省份莱茵省和威斯特法伦省提供一个进行高等教育的场所。而选址波恩也有多重原因：首先，这里两座空置的主教宫殿能够提供足够的场地。其次，当时新兴的普鲁士希望在高等教育领域引入新的风气。而波恩原先的公国大学存在的时间虽然不长，但是普遍被认为深受启蒙主义思想的影响，符合普鲁士当时的教育理念。
1944年10月18日波恩大学主楼在盟军的空袭中受到严重破坏。

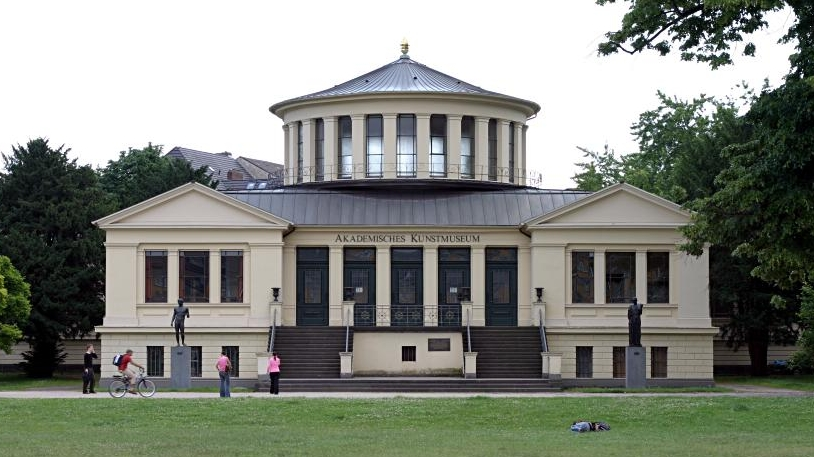
学术艺术博物馆（波恩大学）

## 学院
波恩大学现设立学院七个：
1. 天主教神学院(Katholisch-Theologische Fakultät)
2. 新教神学院(Evangelisch-Theologische Fakultät)
3. 法学、经济与社科学院(Rechts- und Staatswissenschaftliche Fakultät)
4. 医学院(Medizinische Fakultät)
5. 文学院(Philosophische Fakultät)
6. 数理学院(Mathematisch-Naturwissenschaftliche Fakultät)
7. 农学院(Landwirtschaftliche Fakultät)

## 人物

### 诺贝尔奖得主
- 雅各布斯·亨里克斯·范托夫，1901年诺贝尔化学奖
- 赫尔曼·埃米尔·费歇尔，1902年诺贝尔化学奖
- 菲利普·莱纳德，1905年诺贝尔物理学奖
- 保罗·海泽，1910年诺贝尔文学奖
- 奥托·瓦拉赫，1910年诺贝尔化学奖
- 路伊吉·皮兰德娄，1934年诺贝尔文学奖
- 瓦尔特·鲁道夫·赫斯，1949年诺贝尔生理学或医学奖
- 沃尔夫冈·保罗，1989年诺贝尔物理学奖
- 莱因哈德·泽尔腾，1994年诺贝尔经济学奖
- 哈拉尔德·楚尔·豪森，2008年诺贝尔生理学或医学奖
- 赖因哈德·根策尔，2020年诺贝尔物理学奖

### 菲尔兹奖得主
- 格列戈里·馬爾古利斯，1978年
- 格尔德·法尔廷斯，1986年
- 马克西姆·孔采维奇，1998年
- 皮特·舒尔策，2018年
- 马林娜·维亚佐夫斯卡，2022年

### 著名学者
- 奥古斯特·威廉·施莱格尔
- 恩斯特·莫里茨·阿恩特
- 弗里德里希·威廉·里奇尔（英语：Friedrich Wilhelm Ritschl）
- 卡尔·巴特，神学家
- 海因里希·鲁道夫·赫兹，物理学家，无线电波的发现者
- 约翰内斯·施密特（英语：Johannes Schmidt (linguist)）
- 卡尔·亚当·佩特里，信息学，首先在论文中提出Petri网
- 约瑟夫·熊彼特
- 卡尔·约瑟夫·西姆罗克
- 菲利克斯·豪斯多夫
- 约瑟夫·拉青格，前任教宗本笃十六世
- 沃爾夫岡·顧彬，德國著名漢學家、翻譯家及詩人

## 著名校友
- 阿登纳，法学，联邦德国第一任总理（1949-1963）
- 诺贝特·布吕姆 ，哲学、日耳曼学、历史和神学，政治家
- 海因里希·布吕宁，国民经济，魏玛共和国总理(1930-1932)
- 康拉德·杜登 ，语言学
- 马克斯·恩斯特，艺术史，画家
- Willi Graf（英语：Willi Graf），医学，纳粹时期地下抵抗组织“白玫瑰”成员
- 哈贝马斯，哲学、历史和心理学，哲学家和社会学家
- 海涅，法学，作家
- 奥古斯特·海因里希·霍夫曼·冯·法勒斯莱本（英语：August Heinrich Hoffmann von Fallersleben），日耳曼学和语言学，歌曲作者
- 海塞，艺术史和罗曼语学，作家（1910年诺贝尔文学奖得主）
- 奥斯卡·拉方丹，物理学，政治家
- 卡尔·马克思，法学、历史和哲学，哲学家和社会学家
- 尼采，哲学和神学，哲学家和作家
- 皮兰德娄，罗曼语学，意大利作家（1934年诺贝尔文学奖得主）
- 鲁道夫·沙尔平，政治学、社会学和法学，政治家
- 罗伯特·舒曼，法学，法国政治家
- 卡尔·舒尔茨，哲学和历史，革命家和政治家，美國第13任內政部長
- Schah, David，作家
- 基多·威斯特威勒，法学，政治家
- 乌利希·威克尔特，政治学和法学，记者和新闻主持
- 威廉二世，法学，德国皇帝

## 荣誉博士
- 托马斯·曼，1919年授予，1936年剥夺，1946年重新授予
- Olga Alexandrowna Ladyschenskaja，数学，2002
- ，波兰Gnesen大主教，天主教理论，2003
- 罗云·威廉斯，坎特伯里大主教，新教理论，2004

## 参看
- 德国教育
- 德国大学列表
- 普鲁士教育制度
- 普鲁士改革